# ヴィンチェンツォ・チェルッリ

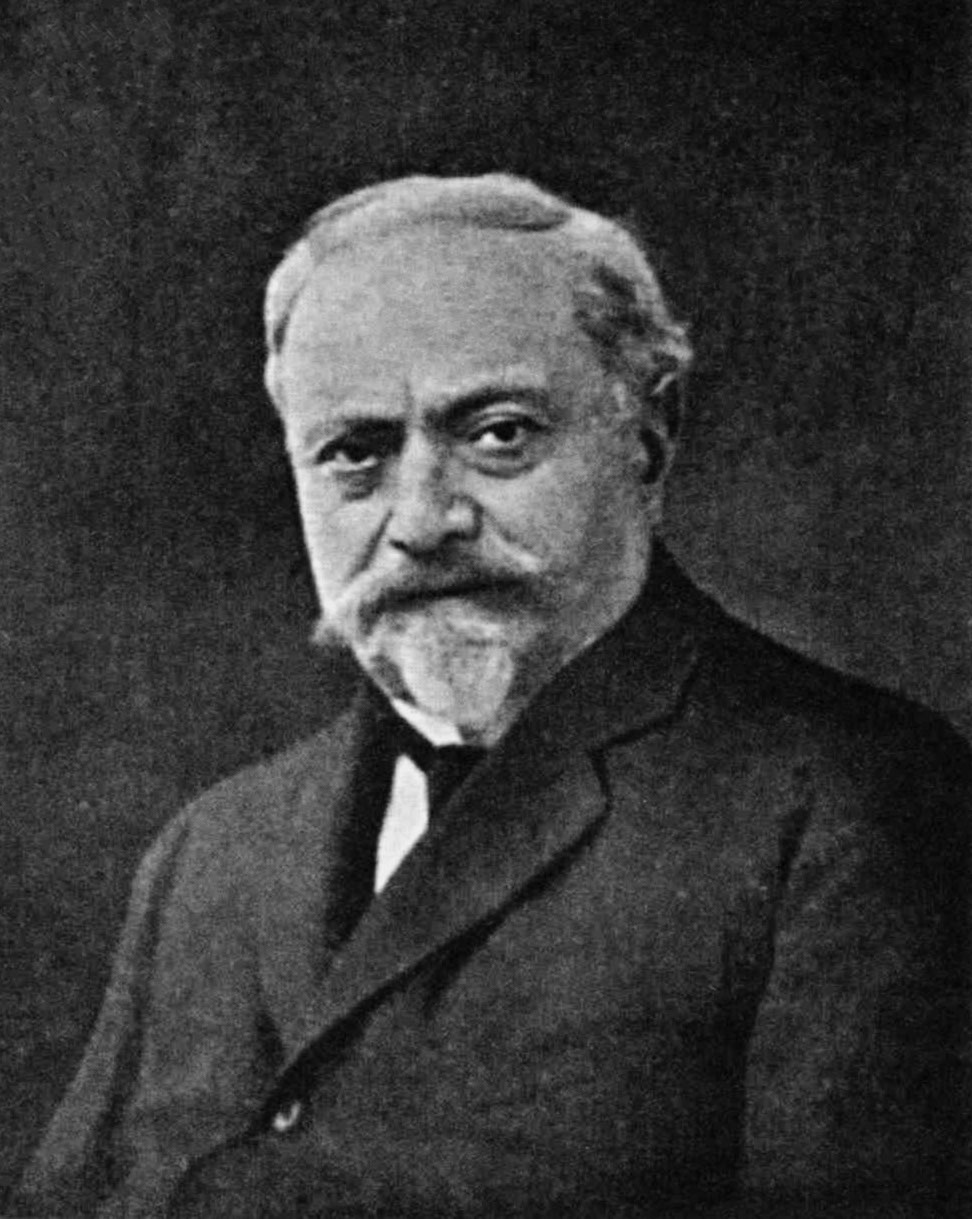
Vincenzo Cerulli

ヴィンチェンツォ・チェルッリ（Vincenzo Cerulli、1859年4月20日テーラモ – 1927年5月30日メラーテ）は、イタリアの天文学者。
テーラモの名門の家に生まれた。テーラモで学んだ後、ローマ大学で物理学を学んだ。エリア・ミロセヴィッチと共に星表を製作した。観測に天文写真を用い始めた1人であり、火星と火星の衛星を観測した。ジョヴァンニ・スキアパレッリが発見した火星の「運河」が実在せず、光学的錯覚であることを主張し、火星の衛星の表面にクレータのあることを示した。私設の天文台を建設し観測を行った。
1910年に小惑星(704)インテラムニアを発見した。これは直径が約350kmあり、メインベルトにある小惑星としては5番目の大きさである。小惑星はチェルッリの故郷であり発見した場所でもあるテーラモのラテン語名からInteramniaと命名された。
1890年から1891年までイタリア天文学会の会長を務めた。火星のクレータと小惑星(366)ヴィンチェンティナはチェルッリの名が命名された。メラーテで没した。
なおチェルッリは自らが建設した天文台を1917年に国へ寄贈し、Collurania天文台の名で現在もイタリア国立天体物理学研究所（INAF）が運用している。